# Музей естественной истории и ботанический сад (Агдер)
Музей естественной истории и ботанический сад (Агдер) (норв. Agder naturmuseum og botaniske hage), бывший музей Кристиансанна — единственный музей естественной истории на южном побережье Норвегии. Расположен в Кристиансанне в округе Вест-Агдер. Музей был основан в 1828 году как часть соборной школы Кристиансанна, названной музеем Кристиансанна.
Сегодня музей естественной истории и Ботанический сад расположены во флигеле бывшей усадьбы Гимле, а парк — около ботанического сада. В то же время в главном здании усадьбы Гимле также есть музей, часть музея Вест-Агдера. Современный музей был открыт на тот момент наследным принцем Харальдом 26 июня 1990 года.

## Постоянная экспозиция
С начала 1990-х годов основное внимание постоянной экспозиции уделяется темам: «от Ледникового периода до настоящего времени» и «от моря до гор». Кроме того, открыта выставка на тему «полезные ископаемые и горные породы». Дополнительно проводятся временные выставки.

## Ботанический сад
Ботанический сад включает растения, растущие как снаружи, так и внутри помещения . В помещении находится самая большая коллекция суккулентов в Норвегии. Темы варьируются от года к году. Ботанический сад является источником знаний, красоты, приключений и, конечно, отдыха, и включает в себя все зеленые насаждения усадьбы Гимле.
Ботанический сад состоит из экзотических кувшинных растений, обрамляющих сад, плотоядных растений, трав, сада нектара и популярной детской площадки.
В саду собраны различные коллекции растений. Есть старый парк в свободном английском ландшафтном стиле, исторический и современный розарий, Южно-норвежский розарий, тысячелетний сад, коллекция хвойных деревьев (дендрарий), кустарники и деревья на стоянке музея, многолетники, альпинарий, пруд с водными растениями, вересковый сад и коллекция рододендронов.